# Succieu
Succieu [sysjø] est une commune française située dans le département de l'Isère en région Auvergne-Rhône-Alpes.
Située à l'écart des grandes voies de circulation, dans la petite région du Nord-Isère, la commune est adhérente à la communauté d'agglomération Porte de l'Isère dont le siège est fixé à L'Isle-d'Abeau.
Son territoire héberge le château de Milliassière, datant du XIVe siècle ou XVe siècle qui a appartenu à la famille de Buffières jusqu'à la fin de la Seconde Guerre mondiale. Le domaine, qui comprend un jardin à l'anglaise, accueille, sur le site même, un festival de musique depuis 2018.
Ses habitants sont dénommés les Succerois.

## Géographie

### Localisation
Succieu  est une petite commune à vocation nettement rurale, positionnée dans la région naturelle des Terres froides qui se situe dans la partie septentrionale du département de l'Isère, entre les agglomérations locales de Bourgoin-Jallieu et de La Tour-du-Pin.
Le centre-ville (mairie de Succieu) se situe (par la route) à 51 km du centre de Lyon, préfecture de la région Auvergne-Rhône-Alpes et à 56 km de Grenoble, préfecture du département de l'Isère, ainsi qu'à 321 km de Marseille et 521 km de Paris.
Le territoire de la commune est limitrophe de ceux de six communes :
| Les Éparres   | Sérézin-de-la-Tour |                         |
|               | Succieu            | Saint-Victor-de-Cessieu |
| Châteauvilain | Biol               | Torchefelon             |

### Géologie et relief
Succieu se situe sur un modeste plateau qui domine la vallée de la Bourbre, parsemé d'étangs et parcouru par de modestes ruisseaux. Ce secteur connu sous l'appellation de « Terres froides » a été formé par les moraines des glaciers de l'époque quaternaire déposées sur un bloc molassique.

### Hydrographie

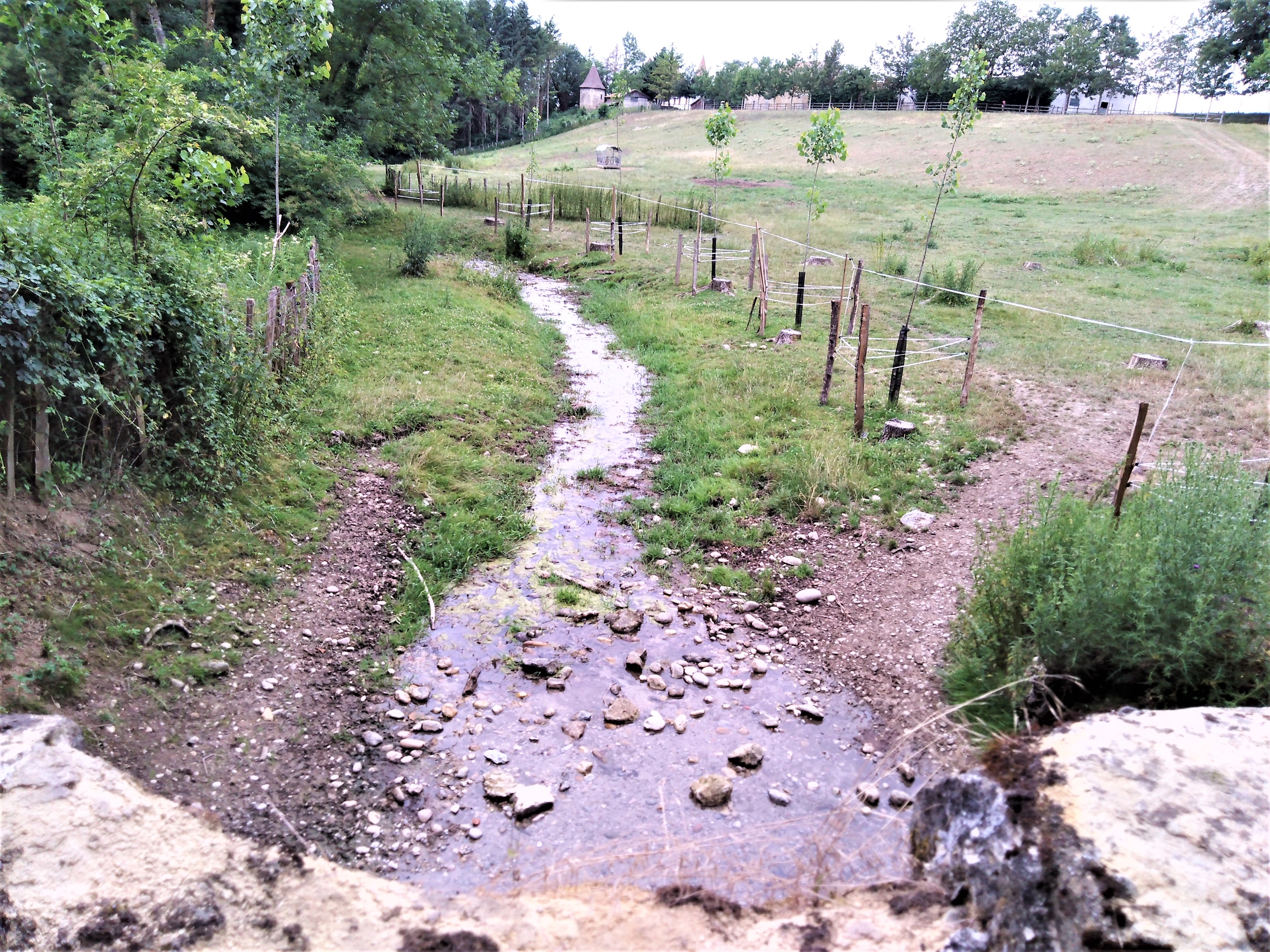
Ruisseau de Bouvant

Quelques ruisseaux, tous affluents ou sous affluents de la Bourbre, elle-même affluent du Rhône traversent le territoire de la commune :
- le ruisseau de Vernécu, d'une longueur de 6 km[3]
- le ruisseau de Bouvant
- le ruisseau de Gadizieu
- le ruisseau de Gua

### Climat
Pour des articles plus généraux, voir Climat d'Auvergne-Rhône-Alpes et Climat de l'Isère.
En 2010, le climat de la commune est de type climat océanique altéré, selon une étude du Centre national de la recherche scientifique s'appuyant sur une série de données couvrant la période 1971-2000. En 2020, Météo-France publie une typologie des climats de la France métropolitaine dans laquelle la commune est exposée à un climat de montagne ou de marges de montagne et est dans la région climatique Alpes du nord, caractérisée par une pluviométrie annuelle de 1 200 à 1 500 mm, irrégulièrement répartie en été.
Pour la période 1971-2000, la température annuelle moyenne est de 10,5 °C, avec une amplitude thermique annuelle de 17,5 °C. Le cumul annuel moyen de précipitations est de 1 095 mm, avec 9,6 jours de précipitations en janvier et 6,9 jours en juillet. Pour la période 1991-2020, la température moyenne annuelle observée sur la station météorologique de Météo-France la plus proche, « Bourgoin », sur la commune de Bourgoin-Jallieu à 8 km à vol d'oiseau, est de 12,4 °C et le cumul annuel moyen de précipitations est de 844,0 mm,. Pour l'avenir, les paramètres climatiques de la commune estimés pour 2050 selon différents scénarios d'émission de gaz à effet de serre sont consultables sur un site dédié publié par Météo-France en novembre 2022.

### Voies de communication

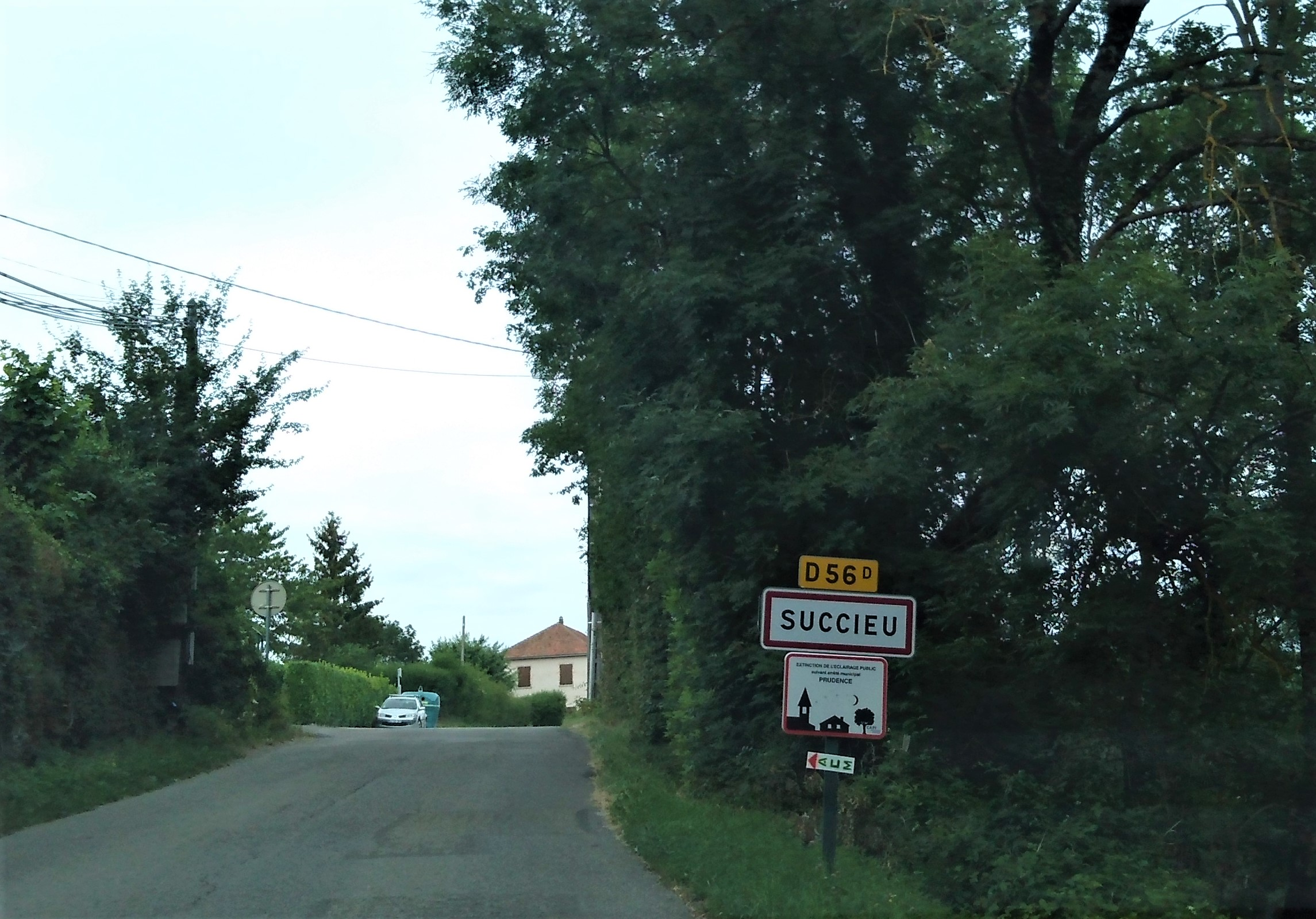
Entrée de Succieu par la route du Rapoux

Le bourg central de la commune et ses principaux hameaux sont situés à l'écart des grandes voies de circulation. Le territoire communal est cependant bordé dans sa partie méridionale par la RD520 qui correspond à l'ancien tracé de la RN520 qui autrefois reliait la ville de Bourgoin-Jallieu par Les Éparres à la commune des Échelles en Savoie. Cette route a été déclassée lors de la réforme de 1972.
La RD56d se détache de la RD520 au niveau des Buissonnées, pour traverser le bourg central et ensuite rejoindre cette même route au niveau du hameau du Rapoux, situé sur le territoire de la commune de Biol.

## Urbanisme

### Typologie
Au 1er janvier 2024, Succieu est catégorisée commune rurale à habitat dispersé, selon la nouvelle grille communale de densité à sept niveaux définie par l'Insee en 2022.
Elle est située hors unité urbaine. Par ailleurs la commune fait partie de l'aire d'attraction de Lyon, dont elle est une commune de la couronne,. Cette aire, qui regroupe 397 communes, est catégorisée dans les aires de 700 000 habitants ou plus (hors Paris),.

### Occupation des sols
L'occupation des sols de la commune, telle qu'elle ressort de la base de données européenne d’occupation biophysique des sols Corine Land Cover (CLC), est marquée par l'importance des territoires agricoles (84,6 % en 2018), en augmentation par rapport à 1990 (76,7 %). La répartition détaillée en 2018 est la suivante : 
zones agricoles hétérogènes (39,7 %), terres arables (38,9 %), forêts (14,5 %), prairies (5,9 %), zones urbanisées (1 %). L'évolution de l’occupation des sols de la commune et de ses infrastructures peut être observée sur les différentes représentations cartographiques du territoire : la carte de Cassini (XVIIIe siècle), la carte d'état-major (1820-1866) et les cartes ou photos aériennes de l'IGN pour la période actuelle (1950 à aujourd'hui).

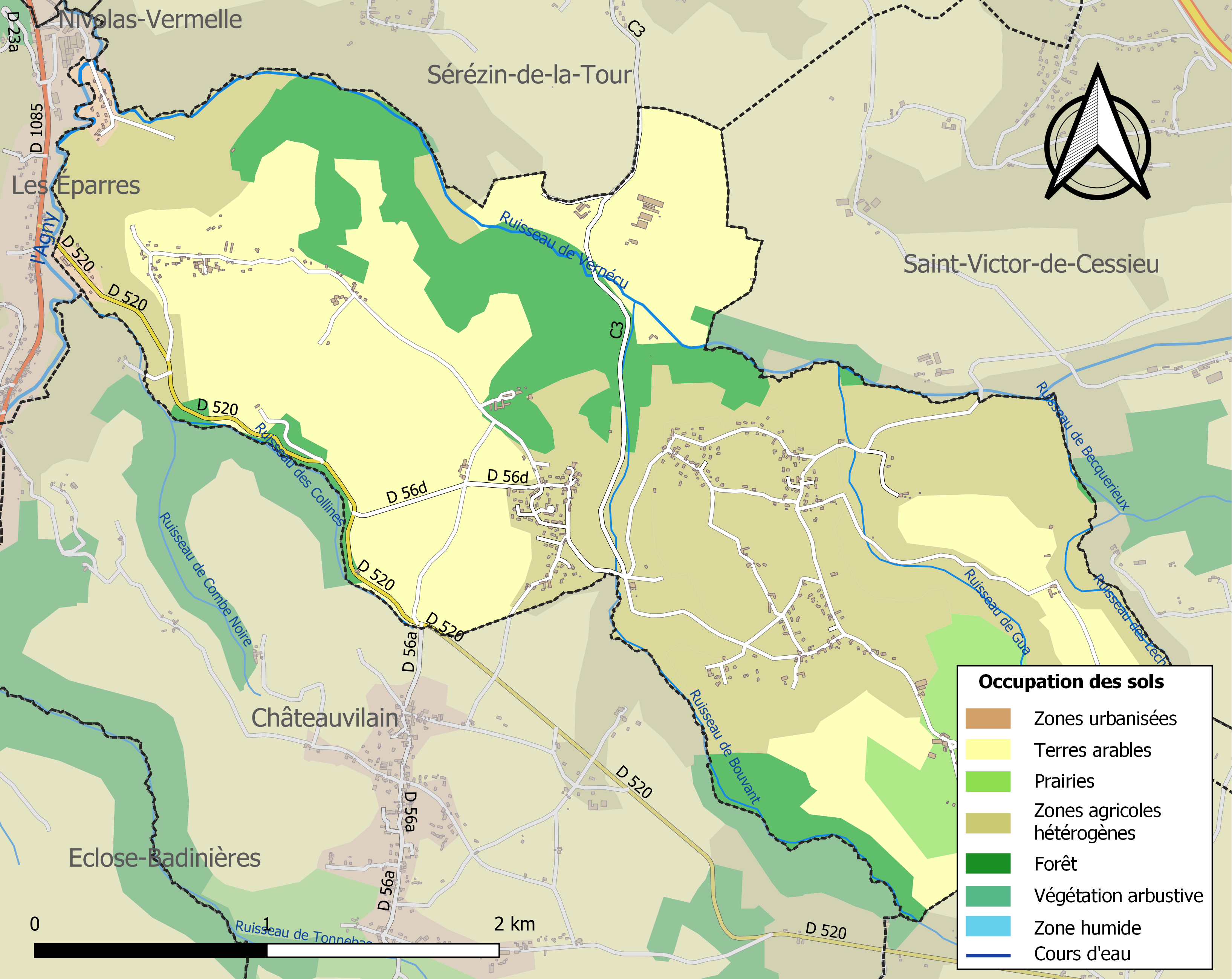
Carte des infrastructures et de l'occupation des sols de la commune en 2018 (CLC).

### Hameaux, lieux-dits et écarts
Voici, ci-dessous, la liste la plus complète possible des divers hameaux, quartiers et lieux-dits résidentiels urbains comme ruraux, ainsi que les écarts qui composent le territoire de la commune de Succieu, présentés selon les références toponymiques fournies par le site géoportail de l'Institut géographique national.
| - Vernecu - le Grand Champ - Buffières - le Bégot - Champommier - Milliassière (château) - Fichaillon | - la Resse - le Moulin - la Combre - Gelandes - Bleteney - les Combettes - le Javet | - les Buissonnées - le Charnier - Longeville - les Brosses - Côte Coinon - le Gapillon - le Goulet | - les Routes - Garine - Mirieu - le Grand Vergey - Genevey - les Grailles - les Avenières |

### Eau et assainissement
La gestion du service du réseau d'eau potable et l'assainissement de Succieu sont gérés par la communauté de communes.

### Risques naturels et technologiques majeurs

#### Risques sismiques
La totalité du territoire de la commune de Succieu est située en zone de sismicité n°3, comme la plupart des communes de son secteur géographique.
| Type de zone | Niveau            | Définitions (bâtiment à risque normal) |
| ------------ | ----------------- | -------------------------------------- |
| Zone 3       | Sismicité modérée | accélération = 1,1 m/s2                |

## Toponymie
La paroisse se dénommait Sieuccio au VIIe siècle. Selon André Planck, auteur du livre L'origine du nom des communes du département de l'Isère, le nom de Succieu  dériverait du terme latin « Sambuccus » qui désigne le sureau, plante très répandue dans la région.

## Histoire

### Préhistoire et Antiquité
Le secteur actuel de la commune de Succieu se situe à l'ouest du territoire antique des Allobroges, ensemble de tribus gauloises occupant l'ancienne Savoie, ainsi que la partie du Dauphiné, située au nord de la rivière Isère.

### Moyen Âge et Temps modernes

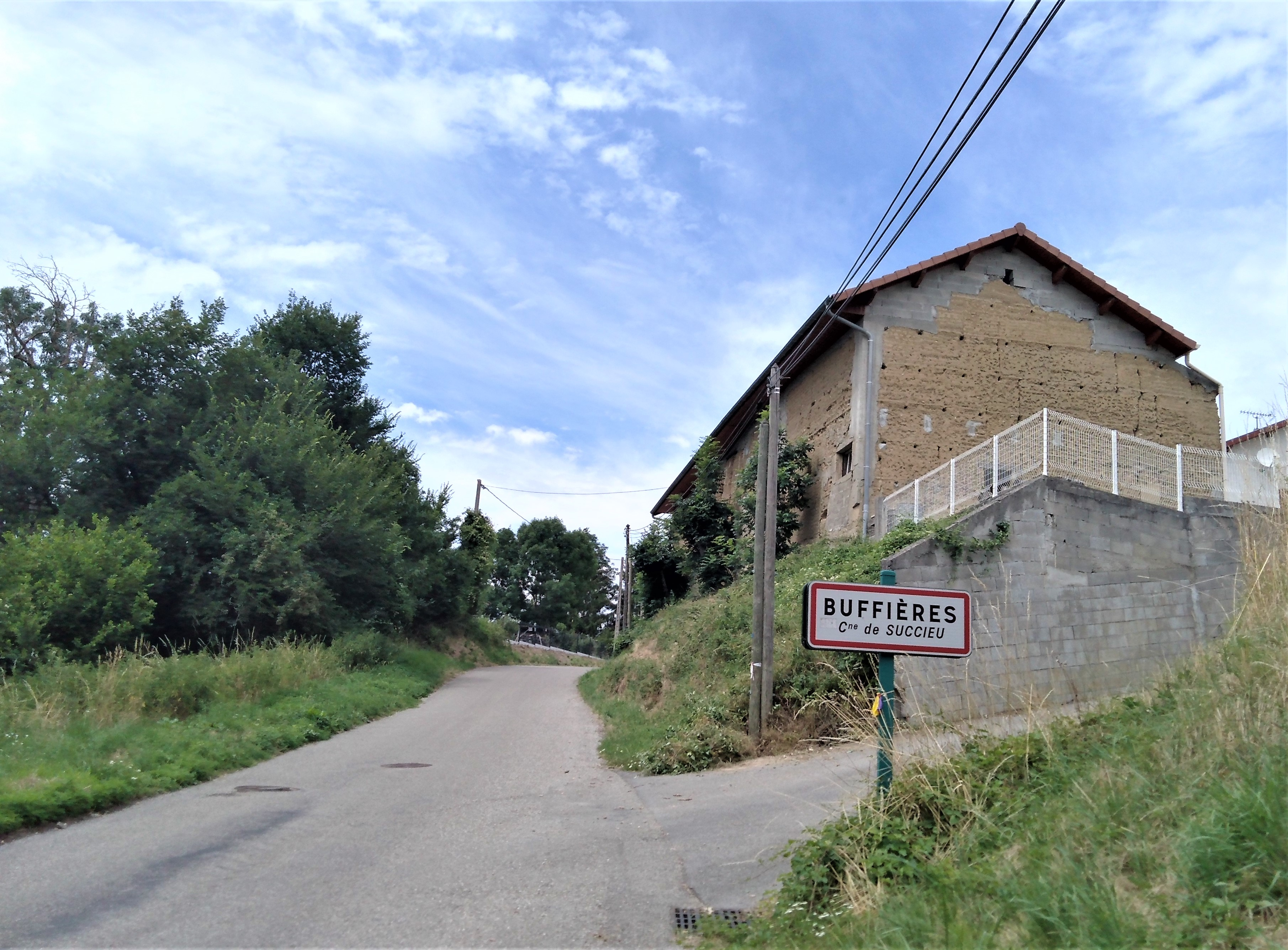
Hameau de Buffières à Succieu

En 1414, les Buffevent disposent du titre de seigneur de Buffières, hameau situé dans l'actuelle commune. Ceux-ci occupèrent une maison forte, dénommée « le château des Buffevent », aujourd'hui disparu et située sur un promontoire surplombant la route de Bourgoin à Grenoble.
Abel de Buffevent, seigneur de Buffières, conseiller du roi, président en la Chambre des Comptes de Grenoble décède à Vienne en 1674..

### Époque contemporaine
En août 1944, le château de Milliassière est investi par les membres de la résistance issu des maquis FTP. Durant cet épisode assez trouble et où les tensions sont exacerbées par cinq années de guerre, la comtesse de Buffières est retrouvée morte à la suite de cette opération.

## Équipements et services publics

### Enseignement
Située dans l'académie de Grenoble, la commune de Succieu compte une école municipale.

## Population et société

### Démographie
L'évolution du nombre d'habitants est connue à travers les recensements de la population effectués dans la commune depuis 1800. Pour les communes de moins de 10 000 habitants, une enquête de recensement portant sur toute la population est réalisée tous les cinq ans, les populations de référence des années intermédiaires étant quant à elles estimées par interpolation ou extrapolation. Pour la commune, le premier recensement exhaustif entrant dans le cadre du nouveau dispositif a été réalisé en 2006.

En 2022, la commune comptait 774 habitants, en évolution de +5,59 % par rapport à 2016 (Isère : +3,07 %, France hors Mayotte : +2,11 %).
| 1800 | 1806 | 1821 | 1831 | 1836 | 1841 | 1846 | 1851 | 1856 |
| ---- | ---- | ---- | ---- | ---- | ---- | ---- | ---- | ---- |
| 494  | 608  | 651  | 588  | 600  | 602  | 600  | 626  | 558  |

| 1861 | 1866 | 1872 | 1876 | 1881 | 1886 | 1891 | 1896 | 1901 |
| ---- | ---- | ---- | ---- | ---- | ---- | ---- | ---- | ---- |
| 531  | 510  | 495  | 480  | 476  | 451  | 459  | 447  | 420  |

| 1906 | 1911 | 1921 | 1926 | 1931 | 1936 | 1946 | 1954 | 1962 |
| ---- | ---- | ---- | ---- | ---- | ---- | ---- | ---- | ---- |
| 359  | 377  | 352  | 340  | 307  | 332  | 281  | 295  | 306  |

| 1968 | 1975 | 1982 | 1990 | 1999 | 2006 | 2011 | 2016 | 2021 |
| ---- | ---- | ---- | ---- | ---- | ---- | ---- | ---- | ---- |
| 275  | 296  | 347  | 526  | 548  | 670  | 711  | 733  | 761  |

| 2022 | - | - | - | - | - | - | - | - |
| ---- | - | - | - | - | - | - | - | - |
| 774  | - | - | - | - | - | - | - | - |

### Équipements et clubs sportifs
La commune compte une équipe de rugby gérée par l'Association Sportive de Succieu Terres Froides (ASSTF)
- Champion du Lyonnais 3e série saison 2007/08
- Champion du Lyonnais 2e série saison 2008/09

### Animations culturelles
Le festival musical de Milliassière se déroule dans le château. Sa 2e édition se déroule du 24 mai au 7 septembre 2019. Très éclectique dans sa programmation, il se découpe en quatre soirées avec des thèmes musicaux différents (jazz, opéra, extraits de comédie musicale et tango).

### Médias
Historiquement, le quotidien à grand tirage Le Dauphiné libéré consacre, chaque jour, y compris le dimanche, dans son édition du Nord-Isère, un ou plusieurs articles à l'actualité de la ville, ainsi que des informations sur les éventuelles manifestations locales, les travaux routiers, et autres événements divers à caractère local.

### Cultes
La communauté catholique et l'église de Succieu (propriété de la commune) dépendent de la paroisse Saint-François d'Assise, elle-même rattachée au diocèse de Grenoble-Vienne.

## Culture et patrimoine

### Lieux et monuments

#### Le château de Milliassière

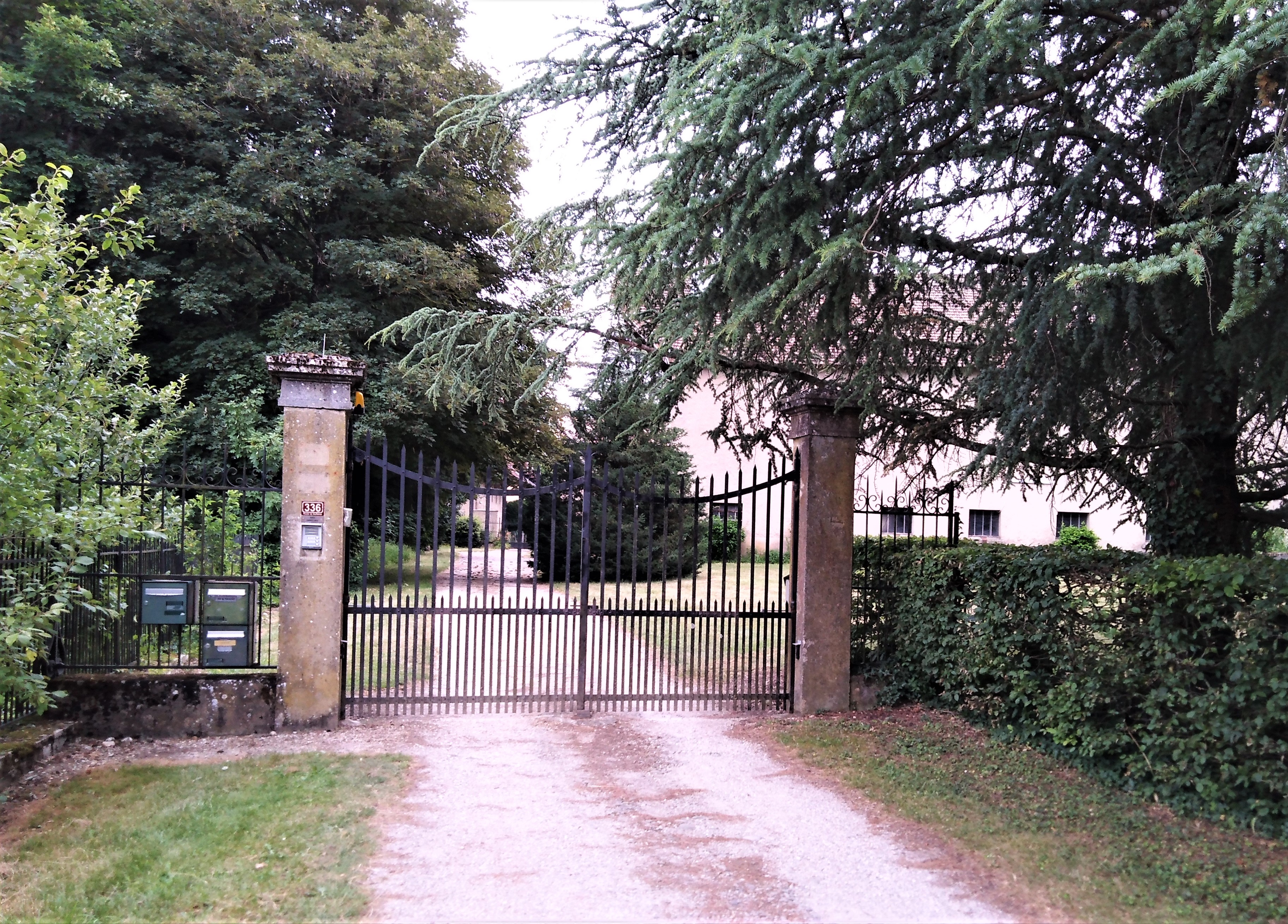
Grille d'entrée du château de Milliassière à Succieu

Le château de Milliassière est situé au centre du territoire communal, à quelques centaines de mètres au nord du bourg à proximité du hameau de Buffières. Cet édifice dont les bases dateraient du XIVe siècle, selon Éric Tasset, a été remanié plusieurs fois aux siècles suivants. Non classé, Il reste cependant remarquable avec son jardin à l'anglaise.
À l'origine, il s'agit d'une maison forte rectangulaire, flanquée de deux tours, chacune située à un angle opposé, le tout datant de la seconde moitié du XVe siècle. L'ensemble a bénéficié d'une importante restauration et de plusieurs extensions effectuées tout au long du XIXe siècle, puis en 1913 avec l'allongement de l'aile nord lui donnant un aspect plus imposant.
Au niveau extérieur, un parc a été aménagé autour de 1880 à la suite de travaux de nivellement d'une importante butte de terre situé à proximité, ce qui permit le creusement d'une pièce d'eau et la mise en place d'une grande allée d'accès.
Le lieu fut aménagé en exploitation agricole dans les années 1950 et accueille depuis 2018 un festival de musique.

#### Les autres monuments
- Les maisons dauphinoises dans le bourg et les hameaux
- Église Saint-Pierre-aux-Liens de Succieu
- La Tour de Fichaillon
- Le monument aux morts communal qui se présente sous la forme d'une Pilier surmonté d'un pyramidion. Celui-ci, composé d'un gradin à deux niveaux surmonté d'un piédestal mouluré, est dédié aux soldats de la commune morts durant la première guerre mondiale. l'inscription indique les noms par année de décès[30].

### Patrimoine naturel
La ZNIEFF de l'étang de Fichaillon est située près du hameau homonyme. Sa superficie est de presque huit hectares et la zone présente un intérêt botanique indéniable en raison de la présence de nombreuses plantes remarquables telles que la grande douve, le Nénuphar blanc et le nénuphar jaune. Létang abrite également la Laîche dite faux-souchet.

### Héraldique
|  | Succieu possède des armoiries dont l'origine et le blasonnement exact ne sont pas disponibles. |

## Pour approfondir